# فرانسیسکا گونزالس
فرانسیسکا گونزالس (انگلیسی: Francisca González؛ زادهٔ ۲۰ ژوئیهٔ ۱۹۹۳) بازیکن فوتبال اهل السالوادور است.
وی همچنین در تیم‌های ملی فوتبال تیم ملی فوتبال زیر 17 سال بانوان السالوادور، تیم ملی فوتبال زیر 20 سال بانوان السالوادور، و تیم ملی فوتبال زنان السالوادور بازی کرده‌است.